# Ожерелье (новелла)
«Ожере́лье» (фр. La Parure) — рассказ писателя Ги де Мопассана. Впервые опубликован в 1884 году во французской газете Le Gaulois. Хрестоматийный пример использования неожиданной концовки, ставший своего рода эталоном для последующих рассказов этого типа.
Рассказ вошёл в сборник «Сказки дня и ночи» (1885).

## Сюжет
Матильда Луазель с детства мечтает о роскошной жизни в высшем обществе. Но в силу своего невысокого происхождения она вынуждена принять предложение мелкого чиновника министерства образования. Муж изо всех сил пытается сделать супругу счастливой, но Матильда страдает из-за своей несбывшейся мечты.
Однажды господину Луазелю с трудом удалось получить для семьи приглашение на роскошный вечер, на котором соберётся всё высшее чиновничество. Супруги с трудом собрали деньги на платье для госпожи Луазель; украшения было решено занять у богатой подруги Матильды. Подруга, госпожа Форестье, предлагала браслеты, жемчуга, золотой крест венецианской работы, но Матильда выбрала великолепное бриллиантовое ожерелье.
На балу госпожа Луазель имела большой успех. Изящная, грациозная, весёлая, словно опьяневшая от радости, она была красивее всех. Она танцевала с увлечением, со страстью, не думая ни о чём, упиваясь триумфом своей красоты.
Но с окончанием бала для Матильды было все кончено. Вернувшись домой, она обнаружила пропажу ожерелья своей подруги.
Семья решила не сообщать госпоже Форестье о пропаже и купить ей точно такое же ожерелье. Подруга не заметила подмену.
На покупку нового ожерелья семье пришлось потратить все накопленные деньги, распродать имущество и влезть в большие долги. Матильда героически примирилась со своей судьбой и вместе с мужем поставила цель во что бы то ни стало выплатить долг. Она познала жизнь бедняков и занималась самой чёрной работой. Наконец, через десять лет долг был полностью погашен.
За десять лет тяжелой работы Матильда сильно постарела и лишилась былой красоты.
Однажды Луазель случайно повстречалась на улице со своей старой подругой Форестье, которая её сразу даже не узнала. Матильда призналась в подмене ожерелья, но была очень горда, что преодолела трудности и смогла выплатить долг.
Поражённая подруга сказала, что потерянное ожерелье на самом деле было дешёвой бижутерией.

## Адаптации
- Ирландский композитор Conor Mitchell написал мюзикл по новелле, который впервые был представлен на Эдинбургском фестивале в 2007 году.
- В том же 2007 году новелла была экранизирована для французского телевидения классиком мирового кинематографа Клодом Шабролем.